# (315530) 2008 AP129
(315530) 2008 AP129 est un objet transneptunien de la famille de Hauméa.